# Berothella pretiosa
Berothella pretiosa är en insektsart som beskrevs av Banks 1939. Berothella pretiosa ingår i släktet Berothella och familjen Dilaridae. Inga underarter finns listade i Catalogue of Life.